# Кривандино (Московская область)
Крива́ндино — село в Шатурском муниципальном районе Московской области. Административный центр Кривандинского сельского поселения. Население — 1103 чел. (2010). Село известно с 1497 года. День села отмечается в конце августа.
В Кривандино размещена администрация поселения. Главой Кривандинского сельского поселения с октября 2009 года является Смирнов Алексей Алексеевич.

## Название
Название села может быть связано с некалендарным личным именем Криванда, Кривандя или с географическими условиями — село находится у крутого изгиба реки Поли.

## Физико-географическая характеристика
Село расположено в пределах Мещёрской низменности, относящейся к Восточно-Европейской равнине, на высоте 119 метров над уровнем моря. По северной окраине села протекает река Поля.
Расстояние до МКАД порядка 128 км, до районного центра города Шатуры — 14 км.

## История

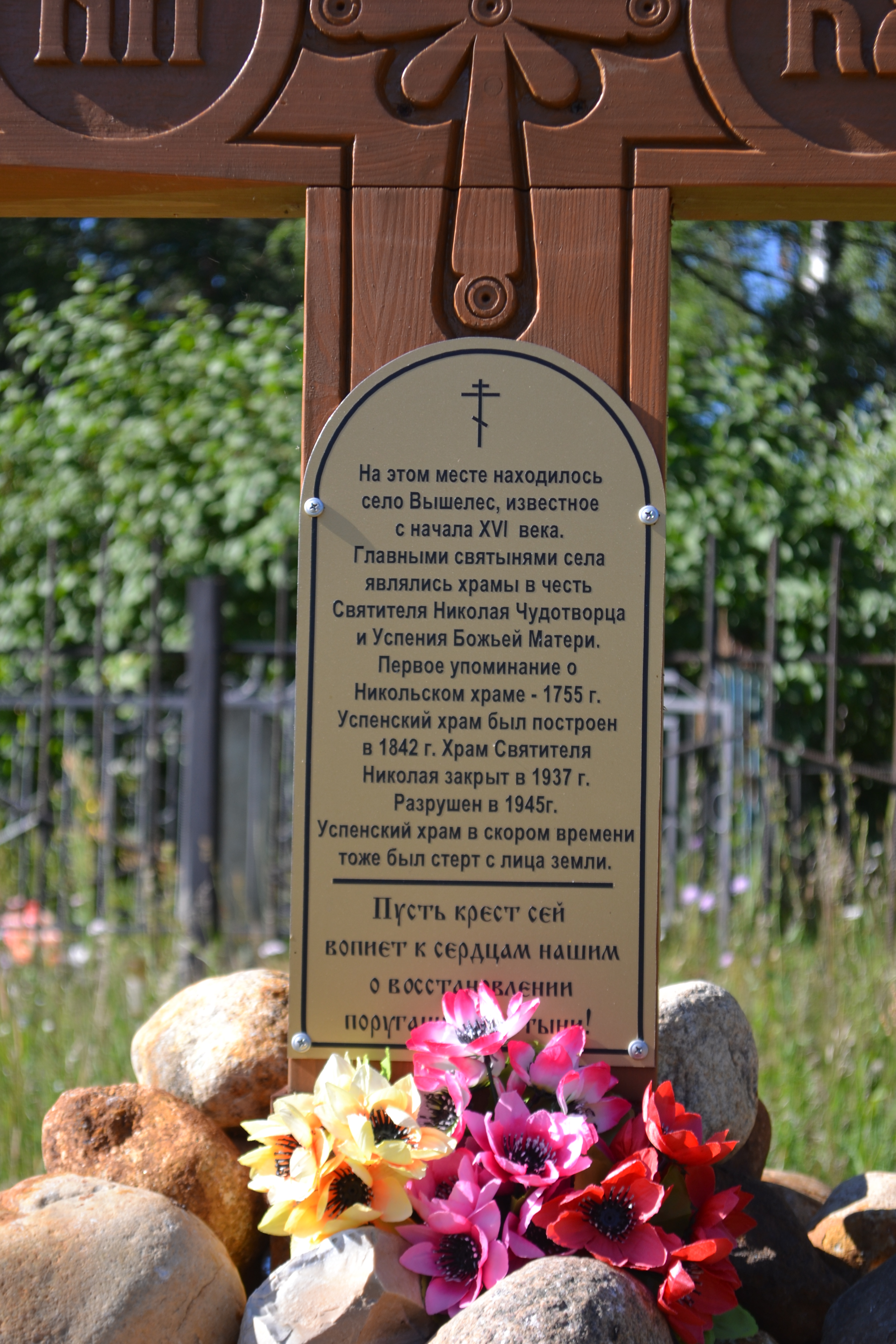
Надпись на кресте на месте церкви Николая Чудотворца. Кривандино

В 1537 году упоминается Кривандинская волость.
В XVII веке село Кривандино упоминается как погост Кривандинской волости Владимирского уезда: «погост на государеве цареве и великого князя Михаила Федоровича всеа Руссии земле, а на погосте церковь Воскресения Христова да придел Покрова Пречистые Богородицы древяна, клетцки. А в церкви образы, и книги, и ризы, и колокола, и клепало, и все церковное строение мирское приходнех людей. У церкви двор поп Михаило Оверкиев, двор пономарь Васка Федоров. Пашни паханые церковные, худые земли двадцать чет в поле, а в дву по тому ж; сена тридцать копен».
После отмены крепостного права село Кривандино вошло в состав вновь образованной Лузгаринской волости Егорьевского уезда Рязанской губернии. В селе проживали священноцерковнослужители.
С 1909 года в селе стало увеличиваться количество домов, строившихся в направлении от церквей к будущей железнодорожной станции. Там поселились Панкины (изготовители валенок), Самсоновы (печники), Кузнецовы и Журавлевы (построили мельницу поблизости на реке). Особенно быстро село стало расти после начала железнодорожного движения, дома строились рядом с железнодорожной станцией по обе стороны от железной дороги. Если в 1910 году в нем жило не более 40 человек, то в 1924 году — уже 233, а в 1929 году — 552 человека.

## Население
| 1859  | 1868  | 1885  | 1905  | 1926  | 1939  |
| ----- | ----- | ----- | ----- | ----- | ----- |
| 21    | ↗23   | →23   | ↗31   | ↗45   | ↗1777 |
| 1970  | 1993  | 2002  | 2006  | 2010  |       |
| ↗3011 | ↘1179 | ↘1005 | ↗1054 | ↗1103 |       |

## Достопримечательности
На территории села Кривандино предположительно выявлено уникальное для Восточной Европы мегалитическое сооружение — комплекс из валунов (не менее 80 шт весом около тонны каждый), часть из которых расположена в виде круга диаметром 9,5 м, остальные группами по периферии круга. Никаких материалов, подтверждающих предположение о том, что эти валуны – мегалитическое ритуальное сооружение, относящееся к эпохе бронзы, пока не найдено.

## Транспорт
Станция Кривандино — станция Казанского направления Московской железной дороги. На станции три пути для пригородных поездов и 3 платформы: 2 островные (высокая и низкая, соответственно, для поездов на Москву и на Рязановку) и 1 боковая низкая, не используемая в пассажирском движении и обслуживающая путь на Мишеронь. Также на южной стороне станции имеется несколько путей для товарных поездов. Станция названа по селу Кривандино.

## Связь
Действуют сети следующих операторов мобильной связи: «Вымпелком» (GSM (BeeLine)), МТС (GSM), «МегаФон» (GSM)
FM-радиовещание представлено следующими радиостанциями:
- 91,0 МГц «Серебряный дождь» (Ботино 0,5кВт, 100м)
- 91,4 МГц «Авторадио» (Ботино, 1кВт)+РДС
- 101,5 МГц «Радио Алла» (Ботино, 1кВт) +РДС
- 101,8 МГц «Дорожное радио» (Ново-Быково 4кВт, 250м)+РДС
- 104,6 МГц «Юмор FM» (Ботино, 0,5кВт)+РДС
- 105,1 МГц «РТВ-Подмосковье» (Ботино, 1кВт)
- 106,4 МГц «Дорожное радио» (Ботино, 0,25кВт, 8дБи, 175м)+РДС